# Сафанія – Джуайма
Сафанія – Джуайма – газопровід, що працює на сході Саудівської Аравії.
Продукція офшорного супергігантського нафтового родовища Сафанія надходить на берегові установки сепарації нафти та газу, які, зокрема, виділяють попутний газ. Після попередньої підготовки його відправляють на південь по трубопроводу SJGT-1 (Safaniyah Juaymah Gas Trunkline-1), що став до ладу в 1983-му. Він має довжину 198 км та діаметр 1000 мм. 
Дещо більш ніж за півтори сотні кілометрів від початку трубопровід проходить повз газопереробний завод Беррі, що займається вилученням сірководню та гомологів метану.  
Що стосується району Джуайми, тот тут знаходиться центральна установка підготовки двох інших великих нафтових родовищ – Катіф та Абу-Сафа (спільне з Бахрейном).  
З 2007-го також виникла можливість передавати ресурс на новий газопереробний завод Хурсанія, до якого проклали перемичку довжиною 10 км з діаметром 750 мм.